# もっともっと関西
『もっともっと関西』（もっともっとかんさい）は、NHK大阪放送局が2006年4月3日から2007年11月1日まで放送されていた、情報番組。近畿（関西）ブロックで放送。通称及び略称は「ももかん」。
本稿では、2007年11月26日から2008年3月6日まで放送されたリニューアル版『もっともっと関西2!』についても記載する。

## 放送時間
- 毎週月曜日～木曜日 17:15 - 18:00
2006年度は金曜日も放送。
国会中継などがある場合は、番組が休止若しくは短縮になる場合があった。
祝日及び大相撲中継、高校野球（準々決勝まで）期間中は番組休止。

## 番組の歴史
それまで17時台は、ローカルニュース番組の『かんさいニュース1番』を放送していたが、『かんさいニュース1番』の生活情報などの部分を独立させた上で、更に内容を充実して放送した。
なおこの番組タイトルは、元々『かんさいニュース1番』の1コーナーのタイトルであった（その時代の内容は関西各局リレーニュース）。
2007年度は金曜日を廃枠とし、『テレビ de ぼやき川柳』と『GO!GO!KAN-POP』を編成、週4日の放送としてより生活情報色を強めた内容にリニューアルした。
更に11月1日、番組立ち上げ前から関わっていた、MCの濱中博久アナウンサーが卒業することが発表され、『もっともっと関西』としての放送も終了した。それと同時に、特別編成と大相撲による3週間の休止（3週間は異例の長さ）を挟み、秋鹿真人・近藤泰郎両アナウンサーを新メインとして迎え、タイトルも『もっともっと関西2!』に改めて再スタートした。
それまでは非公開だったが、『もっともっと関西2』になってからはBKプラザスタジオからの公開生放送を随時行った（自由見学。木曜のみ放送前に配布される整理券が必要）。新聞のテレビ欄には『ももかん2』として表記されていた。
この2度にわたるリニューアルにもかかわらず、結局2008年3月6日の放送を最後に終了した。

## 主なコーナー
以下は、1のもの。　2になり一部コーナーがリニューアルされた。
- もっともっとズーム

特集コーナー。曜日ごとにテーマを設けて、それに沿った内容で放送する。
月曜日…知って得するお役立ち情報（暮らしの中でのコツやアイデアを紹介）
火曜日…ももかん!ガンバリズム（関西で活躍する人をゲストに迎えて様々な話を聞く。2007年3月まで「ぐるっと関西おひるまえ」で放送されていた「関西ガンバリズム」の後継コーナー）
水曜日…あなたの身近な大モンダイ（最近のニュースや話題から、関心の高いものを取り上げ検証する）
- もっとまちかど探検隊（月・火）

中継コーナー。「かんさいニュース1番」と連動。
- 今すぐカンタン!もう一品（月・火）、家庭でカンタン!本格料理（木曜日）

料理コーナー。レシピは放送終了後に、番組ホームページ及び地上デジタル放送のデータ放送に掲載。
- もっとマイビデオ（月曜日）

視聴者からの投稿ビデオを紹介。映像取材部のカメラマンがアドバイスをする。
- ももかんお宝発見隊（水曜日）

くじ引きで選ばれた関西各地に船本が出かけ、その場所の「お宝」を取材する。
- もっとお出かけ旅（木曜日）

週末お薦めの旅情報。
- 小曽根パパのもっと聴かせて（木曜日）

視聴者のリクエストによる小曽根のオルガン生演奏。

## 出演者

### メインキャスター
- 濱中博久（アナウンサー、ももかん1）
- 秋鹿真人（アナウンサー、2007年11月26日～）
- 近藤泰郎（アナウンサー、2007年12月3日～）

秋鹿・近藤は隔週交替での出演。

### サブキャスター
- 青井実（アナウンサー、2006年度）
- 船本由佳
- 辻内将人

### コメンテーター
これらのコメンテーターは週により出演しない場合があった。
- 海原さおり・しおり（月曜日）
- 三林京子（火曜日）
- 宮川大助・花子（水曜日、当初は花子のみの隔週出演で、その後病気療養から復帰した大助が加わり毎週の出演となった）
- 小曽根実（木曜日）

過去の出演
- 木村政雄（火曜日）
- 早坂好恵（水曜日）
- U.K.（水曜日・準レギュラー）
- 竹原信夫（水曜日・月一レギュラー）
- シェリー（隔週水曜日）
- 桂文珍（木曜日）

### 中継リポーター
- 高橋優子（2006年度。金曜日はスタジオサブキャスターを担当）
- 塩崎綾

### 料理コーナー
- 朝山くみ（木曜日アシスタント、2007年度）

朝山は2006年3月まで「お元気ですか日本列島」「かんさいニュース1番」を担当していた。1年間家庭の主婦として暮らしてからのテレビ復帰であった。
過去の出演
- 白井操（最終金曜日講師）

### 気象キャスター
天気ともっとマイビデオを担当。
- 水越祐一（気象予報士、「かんさいニュース1番」と兼任）

## 出来事
- 2006年12月27日…星野真里がゲスト出演し、インタビューしていたが、17:30に前触れなく佐田玄一郎内閣府特命担当大臣（規制改革担当・当時）の辞任会見が中継された。